# Parasyrisca
Parasyrisca is een geslacht van spinnen uit de familie bodemjachtspinnen (Gnaphosidae).

## Soorten
De volgende soorten zijn bij het geslacht ingedeeld:
- Parasyrisca alai Ovtsharenko, Platnick & Marusik, 1995
- Parasyrisca alexeevi Ovtsharenko, Platnick & Marusik, 1995
- Parasyrisca altaica Ovtsharenko, Platnick & Marusik, 1995
- Parasyrisca andarbag Ovtsharenko, Platnick & Marusik, 1995
- Parasyrisca andreevae Ovtsharenko, Platnick & Marusik, 1995
- Parasyrisca anzobica Ovtsharenko, Platnick & Marusik, 1995
- Parasyrisca arrabonica Szinetár & Eichardt, 2009
- Parasyrisca asiatica Ovtsharenko, Platnick & Marusik, 1995
- Parasyrisca balcarica Ovtsharenko, Platnick & Marusik, 1995
- Parasyrisca belengish Ovtsharenko, Platnick & Marusik, 1995
- Parasyrisca belukha Ovtsharenko, Platnick & Marusik, 1995
- Parasyrisca birikchul Ovtsharenko, Platnick & Marusik, 1995
- Parasyrisca breviceps (Kroneberg, 1875)
- Parasyrisca bucklei Marusik & Fomichev, 2010
- Parasyrisca caucasica Ovtsharenko, Platnick & Marusik, 1995
- Parasyrisca chikatunovi Ovtsharenko, Platnick & Marusik, 1995
- Parasyrisca gissarika Ovtsharenko, Platnick & Marusik, 1995
- Parasyrisca guzeripli Ovtsharenko, Platnick & Marusik, 1995
- Parasyrisca heimeri Ovtsharenko, Platnick & Marusik, 1995
- Parasyrisca helanshan Tang & Zhao, 1998
- Parasyrisca hippai Ovtsharenko, Platnick & Marusik, 1995
- Parasyrisca holmi Ovtsharenko, Platnick & Marusik, 1995
- Parasyrisca iskander Ovtsharenko, Platnick & Marusik, 1995
- Parasyrisca khubsugul Ovtsharenko, Platnick & Marusik, 1995
- Parasyrisca koksu Ovtsharenko, Platnick & Marusik, 1995
- Parasyrisca kurgan Ovtsharenko, Platnick & Marusik, 1995
- Parasyrisca kyzylart Ovtsharenko, Platnick & Marusik, 1995
- Parasyrisca logunovi Ovtsharenko, Platnick & Marusik, 1995
- Parasyrisca marusiki Kovblyuk, 2003
- Parasyrisca mikhailovi Ovtsharenko, Platnick & Marusik, 1995
- Parasyrisca narynica Ovtsharenko, Platnick & Marusik, 1995
- Parasyrisca orites (Chamberlin & Gertsch, 1940)
- Parasyrisca otmek Ovtsharenko, Platnick & Marusik, 1995
- Parasyrisca paironica Ovtsharenko, Platnick & Marusik, 1995
- Parasyrisca pamirica Ovtsharenko, Platnick & Marusik, 1995
- Parasyrisca potanini Schenkel, 1963
- Parasyrisca pshartica Ovtsharenko, Platnick & Marusik, 1995
- Parasyrisca schenkeli Ovtsharenko & Marusik, 1988
- Parasyrisca shakhristanica Ovtsharenko, Platnick & Marusik, 1995
- Parasyrisca sollers (Simon, 1895)
- Parasyrisca songi Marusik & Fritzén, 2009
- Parasyrisca susamyr Ovtsharenko, Platnick & Marusik, 1995
- Parasyrisca terskei Ovtsharenko, Platnick & Marusik, 1995
- Parasyrisca turkenica Ovtsharenko, Platnick & Marusik, 1995
- Parasyrisca tyshchenkoi Ovtsharenko, Platnick & Marusik, 1995
- Parasyrisca ulykpani Ovtsharenko, Platnick & Marusik, 1995
- Parasyrisca vakhanski Ovtsharenko, Platnick & Marusik, 1995
- Parasyrisca vinosa (Simon, 1878)
- Parasyrisca vorobica Ovtsharenko, Platnick & Marusik, 1995